# Макс-разрушитель: Проклятие нефритового дракона
«Макс-разрушитель: Проклятие нефритового дракона» (англ. Max Havoc: Curse of the Dragon) — американский приключенческий фильм-боевик 2004 года, снятый режиссёрами Альбертом Пьюном и Айзеком Флорентайном. В главных ролях снимались Мики Хардт и Джоанна Крупа.
Изначально планировалось, что фильм будет сниматься на Гавайях, но серия неудач привела к съёмкам на Гуаме. Большая часть фильма была снята там Пьюном, в том числе эпизодическая роль Кармен Электры. Меньшая часть была снята Флорентайном, в том числе добавлены эпизодические роли Дэвида Кэррадайна и Ричарда Раундтри. Премьера фильма состоялась 15 ноября 2004 года в США, заработав в прокате около 250 000 долларов. Большинство отзывов критиков были негативными, с упрёками в сюжете, кастинге и клишированном изображении Гуама, но некоторые хвалили боевую хореографию и актёрскую игру исполнителя главной роли, Мики Хардта.

## Сюжет
Бывший чемпион-кикбоксёр Макс Хавок по прозвищу Безумный Макс уходит из спорта, после того как случайно убивает на ринге соперника. Теперь Макс работает спортивным фотографом для журнала «Sports Illustrated», снимая на камеру различные чемпионаты и турниры. Он отправляется на Гуам, где случайно встречается со своим бывшим тренером, владельцем антикварной лавки Тэхси. Бывший боец оказывается втянут в опасный конфликт с японским мафиозным кланом Чёрный Дракон, бойцы которого разыскивают старинную статуэтку нефритового дракона. Статуэтка попадает в руки новой подруги Макса — местной красавицы Джейн.

## В ролях
- Мики Хардт — Макс Хавок
- Джоанна Крупа — Джейн Гуди, торговка антиквариатом
- Ричард Раундтри — Тэхси, владелец антикварной лавки и тренер Макса
- Дэвид Кэррадайн — Грандмастер, глава клана Чёрный Дракон
- Джонни Три Нгуен — «Ртуть», ниндзя клана Чёрный Дракон
- Винсент Клин — Моко, гребец на каноэ
- Кармен Электра — Дебби, продавщица на пляже
- Диего Вальраф — Джо, друг Макса и его личный агент
- Никки Зиринг — девушка, из-за которой Макс подрался в баре
- Скотт Л. Шварц — байкер, с которым Макс подрался в баре
- Джей Джей Перри — судья на кикбоксерском поединке

## Производство
Альберт Пьюн хотел выпустить фильм на европейский рынок, и с этой целью взял на главную роль популярного в немецкоязычных странах актёра Мики Хардта, известного на тот момент телезрителям по сериалу «Пума – борец с добрым сердцем».
Съёмки фильма начались в марте 2004 года и закончились в мае того же года.

## Критика
Дэвид Корнелиус из DVD Talk описал фильм как «типичный идиотский боевик категории C, в котором как всегда снимается какой-нибудь бывший чемпион по боевым искусствам», и в заключении своей рецензии посоветовал читателям не смотреть этот фильм.
Писательница Камилла Фояс (англ. Camilla Fojas) обвинила авторов фильма в колониальном мышлении, основанном на колониальных предрассудках образе острова Гуам, а также в клишированном изображении аборигенов из племени Чаморро.